# New Horizons (альбом)
| Рейтинги             | Рейтинги      |
| Издание              | Оценка        |
| -------------------- | ------------- |
| Allmusic             | [ 1 ]         |
| Alternative Press    | [ 2 ]         |
| Alt Rock Live        | [ 3 ]         |
| ARTISTdirect         | [ 4 ]         |
| Bloody Disgusting    | [ 5 ]         |
| Christian Music Zine | [ 6 ]         |
| Jesus Freak Hideout  | [ 7 ]         |
| Loudwire             | [ 8 ]         |
| Plugged In           | благоприятный |
| Revolver             | [ 10 ]        |

New Horizons — третий студийный альбом американской рок-группы Flyleaf, выпущенный лейблом A&M/Octone Records 30 октября 2012 года. Продюсером альбома стал Говард Бенсон, работавший над предыдущими записями Flyleaf. Альбом New Horizons стал последней работой группы с вокалисткой Лейси Штурм, которая объявила о своём уходе из группы незадолго до выхода диска.

## Информация об альбоме
Работа над альбомом началась в феврале 2012 года. Первым синглом стала одноимённая композиция «New Horizons»; сингл вышел на iTunes 21 августа. Басист группы, Пэт Силс, назвал песню «одной из лучших» в творчестве группы и заявил о том, что она повествует об ожидании неизвестности будущего с надеждой. Видеоклип «New Horizons» вышел 4 сентября 2012 года. Вторым синглом, вышедшим через месяц, стала песня «Call You Out».

## Список композиций
| №   | Название             | Длительность |
| --- | -------------------- | ------------ |
| 1.  | «Fire Fire»          | 3:03         |
| 2.  | «New Horizons»       | 3:09         |
| 3.  | «Call You Out»       | 2:22         |
| 4.  | «Cage on the Ground» | 3:24         |
| 5.  | «Great Love»         | 3:42         |
| 6.  | «Bury Your Heart»    | 3:35         |
| 7.  | «Freedom»            | 3:20         |
| 8.  | «Saving Grace»       | 3:44         |
| 9.  | «Stand»              | 3:40         |
| 10. | «Green Heart»        | 2:44         |
| 11. | «Broken Wings»       | 3:34         |

| №   | Название | Длительность |
| --- | -------- | ------------ |
| 12. | «Mama»   | 3:56         |

## Позиции в чартах
| Чарт (2012)                  | Наивысшая позиция |
| ---------------------------- | ----------------- |
| Billboard 200                | 16                |
| Billboard Alternative Albums | 2                 |
| Billboard Christian Albums   | 1                 |
| Billboard Hard Rock Albums   | 2                 |
| Billboard Rock Albums        | 4                 |
| Billboard Digital Albums     | 10                |